# Schumacher-Meyer-Handel

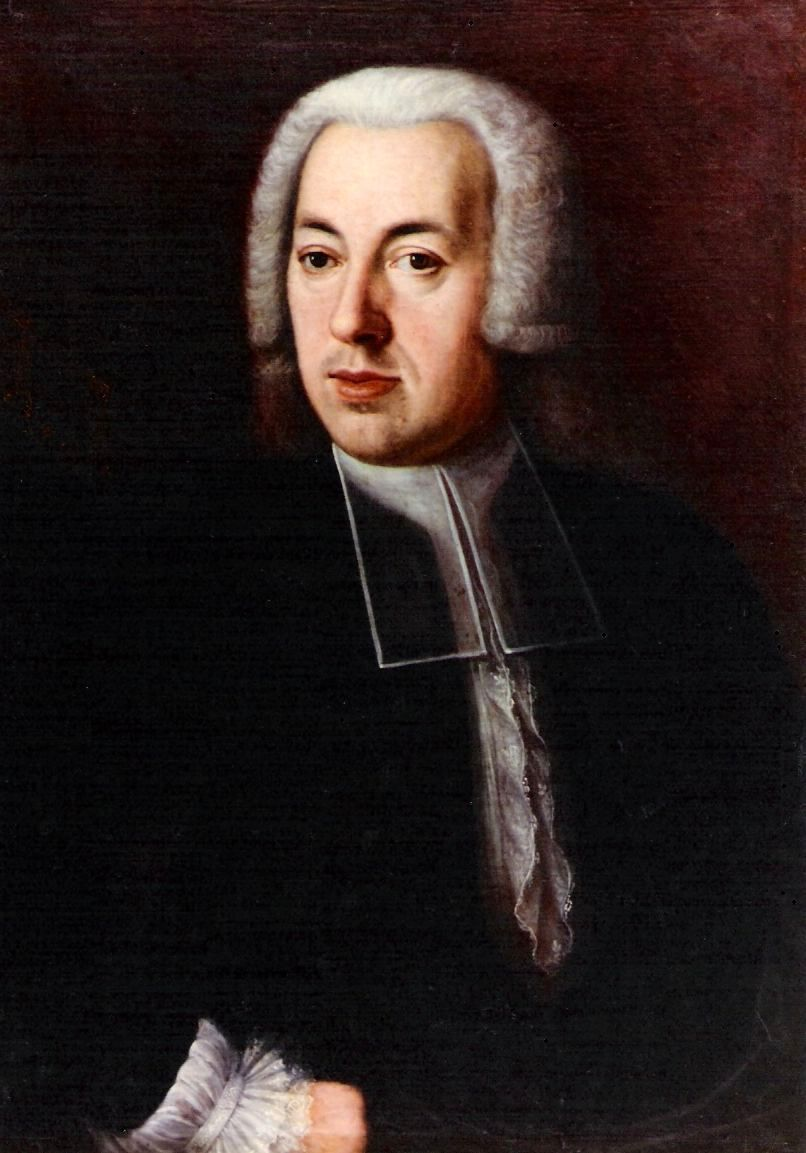
Jost Niklaus Joachim Schumacher, 1709–1778, Hauptbeteiligter im Schumacher-Meyer-Handel

Als Schumacher-Meyer-Handel bezeichnet man den jahrzehntelangen Kampf der regierenden Geschlechter, der um die Mitte des 18. Jahrhunderts in der Stadt und Republik Luzern vor dem Hintergrund des sich ankündigenden Endes des Ancien régimes  tobte. Während die Familie Schumacher und ihre Anhänger die konservativ-kirchliche Richtung vertraten, verfochten die Meyer von Schauensee und ihre Parteigänger die Ideen der französischen Aufklärung. Beiden Parteien ging es um die Erhaltung und Festigung der aristokratischen Verfassung. Gleichzeitig fürchteten sie den drohenden Umsturz. Der Streit schlug Wellen bis nach Deutschland, wo Traktate und Pamphlete erschienen.

## Zwei Parteien
Im 18. Jahrhundert waren es in Luzern vor allem junge Patrizier, die über den Schriften Rousseaus und Kants die Köpfe zusammensteckten. So wuchs der Einfluss des von den Aufklärungsideen beherrschten reformfreudigen Flügels des Luzerner Patriziats. Die Familie Schumacher, damals auf dem Höhepunkt ihrer Macht, stand mit ihren Anhängern auf dem konservativen rechten Flügel und bildete das Hauptziel des politischen Kampfes, den ihr der fortschrittliche linke Flügel unter der Führung von Joseph Rudolf Valentin Meyer, genannt der «Göttliche», lieferte. Meyer gilt vielen als die bedeutendste Persönlichkeit der Luzerner Aufklärung. Zweifellos hat er grosse Verdienste im finanz- und wirtschaftspolitischen Bereich. Neben der Durchsetzung seiner Reformpläne zur Erhaltung des patrizischen Staates führte Meyer aber auch einen persönlichen Vernichtungsfeldzug gegen die ihm verhasste Familie Schumacher. Das Ganze spielte sich in einer von Unruhe und Aufbruch geprägten Zeit ab. Nach den misslungenen Revolten von 1653 (Schweizer Bauernkrieg) und 1712 herrschte eine latente Missstimmung unter der Landbevölkerung, weil die patrizische Obrigkeit mit harten Massnahmen reagierte. Dazu kam das Interesse an den französischen Ideen für ein neues Staatsverständnis. Einzig die gemeinsame Sorge um die Erhaltung der aristokratischen Verfassung einte die blutsverwandten Vettern in der Stadt.

## Anklage gegen Franz Plazid Schumacher
Valentin Meyer und seine Anhänger führten den Kampf unter dem Vorwand der Nachprüfung von Unregelmässigkeiten in der von der Gegenpartei dominierten Staatsverwaltung. Insbesondere richtete sich dieser gegen Jost Niklaus Joachim Schumacher (1709–1778) und Franz Plazid Schumacher (1725–1793). Letzterer hatte 1757 als Oberzeugherr einen Fehlbetrag von 1'500 Gulden gemeldet, was man durchgehen liess. Zu hoch war das Ansehen der Familie. Valentin Meyer griff darauf zurück, zumal die Schumacher 1742 wegen eines ähnlichen Vergehens die Verbannung seines Vaters herbeigeführt hatten. Franz Plazid wurde angeklagt, 6'000 Gulden Staatsgelder unterschlagen zu haben. Ohne genaue Untersuchung wurde er zum lebenslangen Amts-, Rats- und Ehrverlust, zu Waffen- und Wirtshausverbot sowie zu Schadenersatz verurteilt.

## Anklage gegen Jost Niklaus Joachim Schumacher
Obwohl sich 1761 bei der Rechnungsablage des Säckelmeisters Jost Niklaus Joachim Schumacher Anhaltspunkte für eine nachlässige Verwaltung ergaben, konnte ihm keine unregelmässige Amtsführung nachgewiesen werden. Da aber 1759 bei einem Einbruch in sein Haus eine grosse Summe Staatsgelder entwendet worden war, behauptete Valentin Meyer, der Einbruch sei fingiert gewesen, um mit den verschwundenen Geldern den aufwendigen Lebensstil seines Sohnes zu finanzieren. Jost Niklaus Joachim Schumacher verlor seine Ratsstelle, wurde für ehrlos erklärt, sein Vermögen eingezogen und 1763 wurde er lebenslang aus der Eidgenossenschaft verbannt.

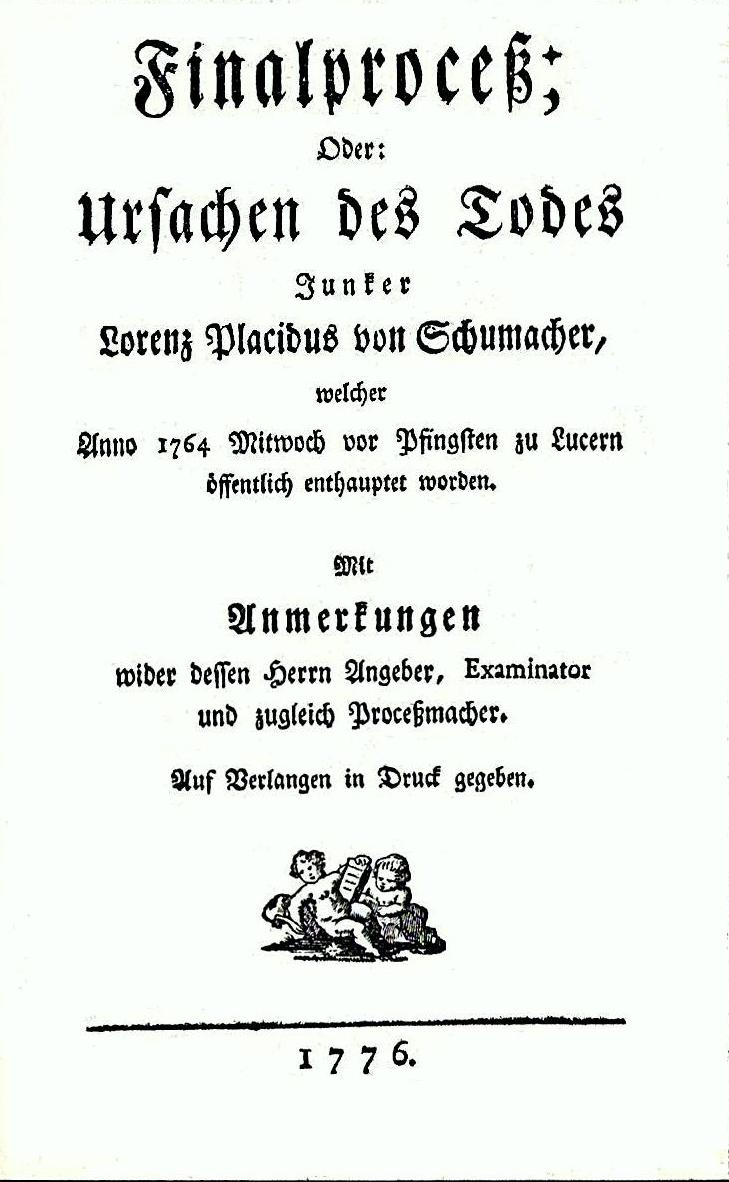
Titelseite einer Publikation von 1776: Ursachen des Todes [von] Junker Lorenz Placidus von Schumacher, welcher Anno 1764 Mittwoch vor Pfingsten zu Lucern öffentlich enthauptet worden. Mit Anmerkungen wider dessen Herrn Angeber, Examinator und zugleich Proceßmacher.

## Anklage gegen Lorenz Plazid Schumacher
Nach Gerüchten über einen geplanten Überfall der Landschaft Entlebuch verhängte der Rat den Ausnahmezustand über die Stadt und nahm Verhaftungen vor. Darunter befand sich Lorenz Plazid Schumacher, der Sohn des Jost Niklaus Joachim, den man als Haupt der Verschwörung ansah und von dem man fürchtete, er könnte Rache nehmen wollen. Tatsächlich soll er Kontakte zum Freiburger Jean Pierre de Gottrau de Billens und einigen Führern der Innerschweizer Landkantone gehabt haben, deren Ziel es war, die Aristokratie zu stürzen. Ferner legte man ihm zur Last, einem Pastetenbäcker geholfen zu haben, sich gegen die Behörden zu wehren. In einem Schauprozess, in dem Valentin Meyer als Kläger, Examinator und Richter auftrat, wurde Lorenz Plazid des Hochverrats angeklagt und 1764 in Sichtweite des väterlichen Hauses hingerichtet.

## Die Wende
Mit dem Sieg über die Familie Schumacher stieg das Ansehen Meyers beträchtlich an. Doch schon ein Jahr darauf bekannte sich eine in Deutschland gehenkte Diebesbande zum seinerzeitigen Einbruch in Jost Niklaus Joachim Schumachers Haus, was für Valentin Meyer eine überaus peinliche Meldung war. Auch ergab ein Nachrechnen, dass bei Franz Plazid Schumacher der Fehlbetrag nur unwesentlich höher war, als er selbst angegeben hatte. Schliesslich wuchs die Einsicht, dass der Prozess gegen Lorenz Plazid Schumacher einseitig geführt worden war und gar keine ausreichenden Gründe für ein Todesurteil vorgelegen hatten. Das Urteil basierte auf Indizien und auf der Angst vor einem Umsturz. Ferner hatte es Meyer verstanden, die Mehrheit der Räte, von denen viele zu seinen Parteigängern gehörten, auf sich einzuschwören.

## Valentin Meyers Sturz
Damit hatte für Valentin Meyer die Stunde der Vergeltung geschlagen, zumal dessen antikirchlich-josephinische Haltung die Geistlichkeit und das fromme Landvolk erzürnte. Erstere wollte ihre finanzielle Unabhängigkeit nicht abgeben, und für letzteres war die Wirtschaftsreform Meyers zur Belastung geworden. Es drohte der gefürchtete Aufstand gegen die Regierung. Diese Situation nutzte die Gegenpartei, um unter der Führung von Anton Schumacher Valentin Meyer wieder von seiner Position zu verdrängen. Bei dem Prozess mussten strenge Sicherheitsvorkehrungen getroffen werden, da das wütende Volk mit Gewalt herbeidrängte. Meyer wurde nahegelegt, die Eidgenossenschaft für 15 Jahre zu verlassen. Dem stimmte er unter der Bedingung zu, seine Ehren und Rechte zu behalten. Der Prozess wurde eingestellt, und da er gewisse Verdienste um die Reform des Staatswesens hat, rücken ihn heute viele in ein mildes Licht. Doch Meyer war eine äusserst umstrittene Person.

## Der grosse Friedensschluss
Die Entfernung von Valentin Meyer ermöglichte die Versöhnung der aristokratischen Familien im grossen Friedensschluss vom 16. März 1770. Man sah ein, dass in diesem Hader die aristokratische Staatsform untergehen könnte. Schon im Vorjahr war Jost Niklaus Joachim Schumacher begnadigt, unter magistratischer Begleitung empfangen und mit allen Ehren rehabilitiert und entschädigt worden. Franz Plazid Schumacher, der ebenfalls zurückkehren durfte, liess 1772 einen monumentalen Edelsitz, das «Himmelrich», errichten, das zum Symbol wurde für den Sieg des aristokratisch-kirchlichen Gedankens. Anton Schumacher, der Führer der Schumacher-Partei, vermählte sich in dritter Ehe mit einer Meyer von Schauensee. Ob man beim Friedensschluss auch eine posthume Begnadigung für Lorenz Plazid Schumacher anstrebte, ist nicht bekannt. 1785 kehrte Valentin Meyer aus der Verbannung zurück und nahm seine Ratsstelle wieder ein. Das einstige politische Gewicht aber gewann er nicht mehr zurück.

## Wie es weiter ging
Der Friedensschluss von 1770 hob die Spaltung unter den aristokratischen Familien Luzerns keineswegs auf, ermöglichte aber 1798 angesichts der französischen Bedrohung auf Betreiben des linken Flügels des Patriziats den einmütigen Verzicht auf die alte Staatsform. Nach dem Sturz Napoleons kam es 1814 zum Staatsstreich und zur Wiedereinführung der aristokratischen Verfassung. Dieser folgte nach dem Wiedererstarken der bürgerlich-liberalen Bewegung (1830) die endgültige Niederlage im Sonderbundskrieg 1847. Zu den Hauptakteuren jener Zeit gehörten zwei patrizische Staatsmänner und Rechtsgelehrte, der konservative Philipp Anton Segesser von Brunegg und der liberale Kasimir Pfyffer von Altishofen.